# Polen op de Olympische Zomerspelen 2016
Polen nam deel aan de Olympische Zomerspelen 2016 in Rio de Janeiro, Brazilië. Tot de selectie behoorden 243 sporters, actief in 23 olympische sportdisciplines. Daarmee had Polen een van de grootste equipes op de Spelen. Handballer Karol Bielecki droeg de nationale vlag tijdens de openingsceremonie; kanovaarster Walczykiewicz, die zilver won in de K-1 200 meter, deed dat bij de sluitingsceremonie.
Net als tijdens de Olympische Zomerspelen 2008 en 2012 won Polen elf medailles in totaal, waarvan twee goud. Het eerste goud werd gewonnen in de dubbel-twee in het roeien. Anita Włodarczyk verdedigde met succes haar olympische titel van 2012 in het kogelslingeren. In de finale verbeterde ze haar eigen wereldrecord met meer dan een meter.
De Poolse broers Adrian en Tomasz Zieliński stonden oorspronkelijk op de startlijst bij het gewichtheffen tot 94 kilogram, maar mochten niet deelnemen na het afleveren van een positieve dopingtest.

## Medailleoverzicht
| Sport            | Olympiër                                                            | Onderdeel             | Medaille |
| ---------------- | ------------------------------------------------------------------- | --------------------- | -------- |
| Atletiek         | Anita Włodarczyk                                                    | kogelslingeren (v)    | Goud     |
| Roeien           | Magdalena Fularczyk-Kozłowska Natalia Madaj                         | dubbel-twee (v)       | Goud     |
| Atletiek         | Piotr Małachowski                                                   | discuswerpen (m)      | Zilver   |
| Kanovaren        | Marta Walczykiewicz                                                 | K-1 200m (v)          | Zilver   |
| Wielersport      | Maja Włoszczowska                                                   | mountainbike (v)      | Zilver   |
| Atletiek         | Wojciech Nowicki                                                    | kogelslingeren (m)    | Brons    |
| Kanovaren        | Beata Mikołajczyk Karolina Naja                                     | K-2 500m (v)          | Brons    |
| Moderne vijfkamp | Oktawia Nowacka                                                     | Vrouwen               | Brons    |
| Roeien           | Monika Ciaciuch Agnieszka Kobus Joanna Leszczyńska Maria Springwald | dubbel-vier (v)       | Brons    |
| Wielersport      | Rafał Majka                                                         | wegwedstrijd (m)      | Brons    |
| Worstelen        | Monika Michalik                                                     | -63kg vrije stijl (v) | Brons    |

## Deelnemers
(m) = mannen, (v) = vrouwen, (g) = gemengd

### Atletiek
| Olympiër | Discipline               | Resultaat    | Prestatie |
| --- | ------------------------ | ------------ | --- |
| Karol Zalewski                                                                                              | 200m (m)                 | 38e          | serie 8: 5de in 20,54 |
| Rafał Omelko                                                                                                | 400 m (m)                | 19e          | serie 7: 4de in 45,54 halve finale 3: 7de in 45,28 |
| Adam Kszczot                                                                                                | 800m (m)                 | 9e           | serie 2: 1ste in 1.45,83 halve finale 3: 3de in 1.44,70 |
| Marcin Lewandowski                                                                                          | 800m (m)                 | 6e           | serie 6: 2de in 1.46,35 halve finale 1: 3de in 1.44,56 finale: 6de in 1.44,20 |
| Damian Czykier                                                                                              | 110m horden (m)          | halve finale | serie 5: 5de in 13,63 halve finale 1: 3de in 13,50 |
| Patryk Dobek                                                                                                | 400m horden (m)          | 42e          | serie 6: 8ste in 50,66 |
| Krystian Zalewski                                                                                           | 3000m steeplechase (m)   | 27e          | serie 3: 10de in 8.34,52 |
| Kacper Kozłowski Łukasz Krawczuk Jakub Krzewina Rafał Omelko Michał Pietrzak                                | 4x400m (m)               | 7e           | serie 1: 4de in 2.59,5 finale: 7de in 3.00,50 |
| Artur Kozłowski                                                                                             | marathon (m)             | 39e          | 2:17.34 |
| Yared Shegumo                                                                                               | marathon (m)             | 128e         | 2:31.54 |
| Henryk Szost                                                                                                | marathon (m)             | DNF          | DNF |
| Artur Brzozowski                                                                                            | 20km snelwandelen (m)    | 47e          | 1:25.29 |
| Jakub Jelonek                                                                                               | 20km snelwandelen (m)    | 19e          | 1:21.52 (19e) |
| Łukasz Nowak                                                                                                | 20km snelwandelen (m)    | DSQ          | DSQ |
| Rafał Augustyn                                                                                              | 50km snelwandelen (m)    | 22e          | 3:55.01 |
| Adrian Błocki                                                                                               | 50km snelwandelen (m)    | 15e          | 3:51.31 |
| Rafał Fedaczyński                                                                                           | 50km snelwandelen (m)    | 24e          | 3:55.51 |
| Karol Hoffmann                                                                                              | hink-stap-springen (m)   | 12e          | kwalificatie groep B: 3de met 16,79m finale: 12de met 16,31m |
| Sylwester Bednarek                                                                                          | hoogspringen (m)         | 30e          | kwalificatie groep B: 17de met 2,22m |
| Wojciech Theiner                                                                                            | hoogspringen (m)         | 25e          | kwalificatie groep A: 13de met 2,22m |
| Piotr Lisek                                                                                                 | polsstokhoogspringen (m) | 4e           | kwalificatie groep A: 4de met 5,70m finale: 4de met 5,75m |
| Robert Sobera                                                                                               | polsstokhoogspringen (m) | 13e          | kwalificatie groep A: 9de met 5,60m |
| Paweł Wojciechowski                                                                                         | polsstokhoogspringen (m) | 16e          | kwalificatie groep B: 10de met 5,45m |
| Konrad Bukowiecki                                                                                           | kogelstoten (m)          | 12e          | kwalificatie groep B: 4de met 20,71m finale: geen geldige poging |
| Michał Haratyk                                                                                              | kogelstoten (m)          | 18e          | kwalificatie groep B: 10de met 19,97m |
| Tomasz Majewski                                                                                             | kogelstoten (m)          | 6e           | kwalificatie groep A: 3de met 20,56m finale: 6de met 20,72m |
| Piotr Małachowski                                                                                           | discuswerpen (m)         | Zilver       | kwalificatie groep A: 1ste met 65,89m finale: 2de met 67,55m |
| Robert Urbanek                                                                                              | discuswerpen (m)         | 17e          | kwalificatie groep B: 10de met 61,76m |
| Łukasz Grzeszczuk                                                                                           | speerwerpen (m)          | 31e          | kwalificatie groep B: 15de met 76,52m |
| Marcin Krukowski                                                                                            | speerwerpen (m)          | 15e          | kwalificatie groep A: 7de met 80,62m |
| Paweł Fajdek                                                                                                | kogelslingeren (m)       | 17e          | kwalificatie groep A: 7de met 72,00m |
| Wojciech Nowicki                                                                                            | kogelslingeren (m)       | Brons        | kwalificatie groep B: 1ste met 77,64m finale: 3de met 77,73m |
| Paweł Wiesiołek                                                                                             | tienkamp (m)             | 21e          | 100m: 18de in 10,88 verspringen: 30ste met 6,73m kogelstoten: 16de met 14,17m hoogspringen: 14de met 2,01m 400m: 23ste in 50,18 110m horden: 24ste in 15,09 discuswerpen: 4de met 48,32m polsstokhoogspringen: 20ste met 4,50m speerwerpen: 21ste met 56,68m 1500m: 17de in 4.42,77 totaal: 7784 punten |
| |                          |              | |
| Marika Popowicz-Drapała                                                                                     | 100m (v)                 | 52e          | serie 6: 6de in 11,70 |
| Ewa Swoboda                                                                                                 | 100m (v)                 | 15e          | serie 5: 2de in 11,24 halve finale 1: 7de in 11,18 |
| Anna Kiełbasińska                                                                                           | 200m (v)                 | 25e          | serie 1: 4de in 22,95 |
| Małgorzata Hołub                                                                                            | 400m (v)                 | 19e          | serie 8: 3de in 51,80 halve finale 2: 7de in 51,93 |
| Justyna Święty                                                                                              | 400m (v)                 | 17e          | serie 7: 3de in 51,82 halve finale 3: 5de in 51.62 |
| Patrycja Wyciszkiewicz                                                                                      | 400m (v)                 | 22e          | serie 3: 4de in 52,02 halve finale 1: 8ste in 52,51 |
| Angelika Cichocka                                                                                           | 800m (v)                 | 20e          | serie 6: 1ste in 2.00,42 halve finale 1: 8ste in 2.01,29e |
| Joanna Jóźwik                                                                                               | 800m (v)                 | 5e           | serie 7: 1ste in 2.01,58 halve finale 2: 1ste in 1.58,93 finale: 5de in 1.57,37 |
| Angelika Cichocka                                                                                           | 1500m (v)                | 24e          | serie 1: 5de in 4.11,76 halve finale 2: 12de in 4.17,83 |
| Sofia Ennaoui                                                                                               | 1500m (v)                | 10e          | serie 2: 3de in 4.06,90 halve finale 1: 6de in 4.05,29 finale: 10de in 4.14,72 |
| Danuta Urbanik                                                                                              | 1500m (v)                | 22e          | serie 3: 9de in 4.08,67 halve finale 2: 10de in 4.11,34 |
| Karolina Kołeczek                                                                                           | 100m horden (v)          | 27e          | serie 5: 6de in 13,04 |
| Emilia Ankiewicz                                                                                            | 400m horden (v)          | 23e          | serie 4: 3de in 55,89 (PR) halve finale 2:' 7de in 56,99 |
| Joanna Linkiewicz                                                                                           | 400m horden (v)          | 10e          | serie 2: 1ste in 56,07 halve finale 1: 3de in 55,35 |
| Matylda Kowal                                                                                               | 3000m steeplechase (v)   | 28e          | serie 2: 8ste in 9.35,13 |
| Agata Forkasiewicz Anna Kiełbasińska Klaudia Konopko Marika Popowicz-Drapała Katarzyna Sokólska Ewa Swoboda | 4x100m (v)               | 9e           | serie 1: 7de in 43,33 |
| Iga Baumgart Martyna Dąbrowska Małgorzata Hołub Ewelina Ptak Justyna Święty Patrycja Wyciszkiewicz          | 4x400m (v)               | 7e           | serie 1: 3de in 3.25,34 finale: 7de in 3.27,28 |
| Katarzyna Kowalska                                                                                          | marathon (v)             | DNF          | DNF |
| Iwona Lewandowska                                                                                           | marathon (v)             | 21e          | 2:31.41 |
| Monika Stefanowicz                                                                                          | marathon (v)             | 23e          | 2:32:49 |
| Paulina Buziak                                                                                              | 20km snelwandelen (v)    | 28e          | 1:35.01 |
| Agnieszka Dygacz                                                                                            | 20km snelwandelen (v)    | DNF          | DNF |
| Agnieszka Szwarnóg                                                                                          | 20km snelwandelen (v)    | 44e          | 1:38.01 |
| Anna Jagaciak-Michalska                                                                                     | hink-stap-springen (v)   | 10e          | kwalificatie groep B: 6de met 14,13m finale: 10de met 14,07m |
| Kamila Lićwinko                                                                                             | hoogspringen (v)         | 9e           | kwalificatie groep B: 7de met 1,94m finale: 9de met 1,93m |
| Paulina Guba                                                                                                | kogelstoten (v)          | 13e          | kwalificatie groep B: 7de met 17,70m |
| Żaneta Glanc                                                                                                | discuswerpen (v)         | 17e          | kwalificatie groep A: 10de met 57,88m |
| Maria Andrejczyk                                                                                            | speerwerpen (v)          | 4e           | kwalificatie groep B: 1ste met 67,11m (NR) finale: 4de met 64,78m |
| Joanna Fiodorow                                                                                             | kogelslingeren (v)       | 9e           | kwalificatie groep B: 2de met 71,77m finale: 9de met 69,87m |
| Malwina Kopron                                                                                              | kogelslingeren (v)       | 15e          | kwalificatie groep B: 8ste met 69,69m |
| Anita Włodarczyk                                                                                            | kogelslingeren (v)       | Goud         | kwalificatie groep A: 1ste met 76,93m finale: 1ste met 82,29m (WR) |

### Badminton
| Olympiër                        | Discipline     | Resultaat | Prestatie |
| ------------------------------- | -------------- | --------- | --- |
| Adrian Dziółko                  | enkelspel (m)  | 14e       | groep P: 3de W van GUA Cordón: 2-1 (18–21, 21–10, 21–13) V van CHN Chen: 0-2 (12–21, 9–21) V van SRI Karunaratne: 0-2 (19–21, 22–24)                                                                                 |
| Adam Cwalina Przemysław Wacha   | dubbelspel (m) | 9e        | groep C: 4de V van KOR Kim/Kim: 0-2 (14–21, 15–21) V van DEN Boe/Mogensen: 0-2 (17–21, 17–21) V van GBR Ellis/Langridge: 0-2 (18–21, 16–21)                                                                          |
|                                 |                |           | |
| Robert Mateusiak Nadieżda Zięba | dubbelspel (g) | 5e        | groep B: 1ste V van DEN Fischer Nielsen/Pedersen: 0-2 (18–21, 21–23) W van CHN Xu/Ma: 2-1 (13–21, 21–9, 21–19) W van GBR Adcock/Adcock: 2-1 (18–21, 27–25, 21–9) kwartfinale: V van MAS Chan/Goh: 0-2 (17–21, 10–21) |

### Boksen
| Olympiër         | Discipline | Resultaat | Prestatie                                   |
| ---------------- | ---------- | --------- | ------------------------------------------- |
| Tomasz Jabłoński | –75kg (m)  | 16e       | 1ste ronde: V van AUS Lewis: 1–2            |
| Igor Jakubowski  | –91kg (m)  | 17e       | 1ste ronde: V van GBR Lawrence Okolie (0–3) |

### Boogschieten
| Olympiër         | Discipline      | Resultaat | Prestatie                                                               |
| ---------------- | --------------- | --------- | ----------------------------------------------------------------------- |
| Karina Lipiarska | individueel (v) | 33e       | plaatsingsronde: 40ste met 620 punten 1ste ronde: V van TUR Anagöz: 5–6 |

### Gewichtheffen
| Olympiër            | Discipline | Resultaat | Prestatie                                                   |
| ------------------- | ---------- | --------- | ----------------------------------------------------------- |
| Adrian Zieliński    | –94 kg (m) | DSQ       | DSQ                                                         |
| Tomasz Zieliński    | –94 kg (m) | DSQ       | DSQ                                                         |
| Bartłomiej Bonk     | –105kg (m) | DNF       | trekken: 7de met 185kg (7e) stoten: DNF                     |
| Arkadiusz Michalski | –105kg (m) | 7e        | trekken: 11de met 179kg stoten: 5de met 221kg totaal: 400kg |
|                     |            |           |                                                             |
| Patrycja Piechowiak | –69kg (v)  | DNF       | trekken: 9de met 101kg stoten: geen geldige poging          |

### Gymnastiek
| Olympiër                     | Discipline               | Resultaat | Prestatie |
| ---------------------------- | ------------------------ | --------- | --- |
| Katarzyna Jurkowska-Kowalska | meerkamp individueel (v) | 49e       | kwalificatie: 49ste sprong: 24ste met 14,466 punten brug: 57ste met 11,700 punten balk: 50ste met 12,333 punten vloer: 32ste met 13,300 punten totaal: 51,799 punten |

### Handbal
| Olympiër | Onderdeel | Resultaat | Prestatie |
| --- | --------- | --------- | --- |
| Sławomir Szmal Piotr Wyszomirski Karol Bielecki VO Michał Jurecki Krzysztof Lijewski Łukasz Gierak Michał Szyba Adam Wiśniewski Michał Daszek Mateusz Jachlewski Przemysław Krajewski Kamil Syprzak Bartosz Jurecki Mateusz Kus | mannen    | 4e        | groep B: 4de V van Brazilië: 32-34 V van Duitsland: 29-32 W van Egypte: 33-25 W van Zweden: 25-24 V van Slovenië: 20-25 kwartfinale: W van Kroatië: 30-27 halve finale: V van Denemarken: 28-29 bronzen finale: V van Duitsland: 25-31 |

| № | Land      | Wedstrijden | Wedstrijden | Wedstrijden | Wedstrijden | Doelpunten | Doelpunten | Doelpunten | Punten |
| - | --------- | ----------- | ----------- | ----------- | ----------- | ---------- | ---------- | ---------- | ------ |
| № | Land      | GW          | W           | V           | G           | V          | T          | Saldo      | Punten |
| 1 | Duitsland | 5           | 4           | 1           | 0           | 153        | 141        | +12        | 8      |
| 2 | Slovenië  | 5           | 4           | 1           | 0           | 137        | 126        | +11        | 8      |
| 3 | Brazilië  | 5           | 2           | 2           | 1           | 141        | 150        | –9         | 5      |
| 4 | Polen     | 5           | 2           | 3           | 0           | 139        | 140        | –1         | 4      |
| 5 | Egypte    | 5           | 1           | 1           | 3           | 129        | 143        | –14        | 3      |
| 6 | Zweden    | 5           | 1           | 4           | 0           | 132        | 131        | +1         | 2      |

| Ronde          | Datum       | Lokale tijd | MEZT           | Plaats         | Land    | Score    | Land       |
| -------------- | ----------- | ----------- | -------------- | -------------- | ------- | -------- | ---------- |
| Groepsfase     |             |             |                |                |         |          |            |
| 7 augustus     | 16:40       | 21:40       | Rio de Janeiro | Polen          | 32–34   | Brazilië |            |
| 9 augustus     | 11:30       | 16:30       | Rio de Janeiro | Duitsland      | 32–29   | Polen    |            |
| 11 augustus    | 11:30       | 16:30       | Rio de Janeiro | Polen          | 33–25   | Egypte   |            |
| 13 augustus    | 19:50       | 00:50       | Rio de Janeiro | Zweden         | 24–25   | Polen    |            |
| 15 augustus    | 09:30       | 14:30       | Rio de Janeiro | Polen          | 20–25   | Slovenië |            |
| Kwartfinale    | 17 augustus | 20:30       | 01:30          | Rio de Janeiro | Kroatië | 27–30    | Polen      |
| Halve finale   | 19 augustus | 20:30       | 01:30          | Rio de Janeiro | Polen   | 28–29    | Denemarken |
| Bronzen finale | 21 augustus | 10:30       | 15:30          | Rio de Janeiro | Polen   | 25–31    | Duitsland  |

### Judo
| Olympiër         | Discipline | Resultaat | Prestatie                                                                                       |
| ---------------- | ---------- | --------- | ----------------------------------------------------------------------------------------------- |
| Maciej Sarnacki  | +100kg (m) | 9e        | 1ste ronde: vrij 2de ronde: W van ISL Árni Jónsson: ippon 3de ronde: V van ISR Sasson: waza-ari |
|                  |            |           |                                                                                                 |
| Arleta Podolak   | –57kg (v)  | 17e       | 1ste ronde: vrij 2de ronde: V van TPE Lien: ippon                                               |
| Katarzyna Kłys   | –70kg (v)  | 9e        | 1ste ronde: W van UZB Matniyazova: yuko 2de ronde: V van ESP Bernabéu: shido                    |
| Daria Pogorzelec | –78kg (v)  | 9e        | 1ste ronde: W van CMR Atangana: shido 2de ronde: V van GER Malzahn: shido                       |

### Kanovaren
| Olympiër                                                                | Discipline    | Resultaat | Prestatie |
| Slalom                                                                  | Slalom        | Slalom    | Slalom |
| ----------------------------------------------------------------------- | ------------- | --------- | --- |
| Grzegorz Hedwig                                                         | C-1 (m)       | 12e       | voorronde: 7de run 1: 3de in 96,67 run 2: 6de in 97,72 halve finale: 12de in 102,70                          |
| Marcin Pochwała Piotr Szczepański                                       | C-2 (m)       | 5e        | voorronde: 11de run 1: 9de in 115,36 run 2: 11de in 159,68 halve finale: 4de in 110,17 finale: 5de in 104,97 |
| Maciej Okręglak                                                         | K-1 (m)       | 18e       | voorronde: 18de run 1: 16de in 96,73 run 2: 14de in 94,44                                                    |
|                                                                         |               |           | |
| Natalia Pacierpnik                                                      | K-1 (v)       | 11ee      | voorronde: 10de run 1: 5de in 106,38 run 2: 19de in 167,18 halve finale: 11de in 109,63                      |
| Sprint                                                                  |               |           | |
| Tomasz Kaczor                                                           | C-1 200m (m)  | 22e       | serie 1: 6de in 42,450                                                                                       |
| Tomasz Kaczor                                                           | C-1 1000m (m) | 9e        | serie 1: 2de in 3.59,928 halve finale 1: 4de in 3.59,836 finale B: 1ste in 3.59,350                          |
| Mateusz Kamiński Michał Kudła                                           | C-2 1000m (m) | 9e        | serie 2: 5de in 3.44,717 halve finale 2: 4de in 3.43,467 finale B: 1ste in 3.52,964                          |
| Paweł Kaczmarek                                                         | K-1 200m (m)  | 18e       | serie 1: 6de in 35,562                                                                                       |
| Rafał Rosolski                                                          | K-1 1000m (m) | 14e       | serie 1: 4de in 3.37,700 halve finale 2: 7de in 3.38,379 finale B: 6de in 3.39,021                           |
|                                                                         |               |           | |
| Marta Walczykiewicz VS                                                  | K-1 200m (v)  | Zilver    | serie 2: 1ste in 40,263 halve finale 1: 1ste in 40,619 finale: 2de in 40,279                                 |
| Ewelina Wojnarowska                                                     | K-1 500m (v)  | 12e       | serie 4: 2de in 1.52,193 halve finale 1: 5de in 1.59,458 finale B: 4de in 1.58,167                           |
| Beata Mikołajczyk Karolina Naja                                         | K-2 500m (v)  | Brons     | serie 1: 2de in 1.41,766 halve finale 2: 1ste in 1.41,684 finale: 3de in 1.45,207                            |
| Marta Walczykiewicz Beata Mikołajczyk Karolina Naja Edyta Dzieniszewska | K-4 500 m (v) | 9e        | serie 1: 2de in 1.33,020 halve finale 2: 4de in 1.36,532 finale B: 1ste in 1.37,568                          |

### Moderne vijfkamp
| Olympiër           | Discipline | Resultaat | Prestatie |
| ------------------ | ---------- | --------- | --- |
| Szymon Staśkiewicz | mannen     | 27e       | schermen: 5de met 21 overwinningen zwemmen: 35ste in 2.10,16 paardensport: 30ste met 42 strafpunten atletiek/schietsport: 24ste in 11.45,88 totaal: 1390 punten |
|                    |            |           | |
| Anna Maliszewska   | vrouwen    | 19e       | schermen: 4de met 16 overwinningen zwemmen: 25ste in 2.20,30 paardensport: 20ste met 18 strafpunten atletiek/schietsport: 19de in 13.01,21 totaal: 1281 punten  |
| Oktawia Nowacka    | vrouwen    | Brons     | schermen: 1ste met 27 overwinningen zwemmen: 16de in 2.16,67 paardensport: 9de met 7 strafpunten atletiek/schietsport: 25ste in 13.18,50 totaal: 1349 punten    |

### Paardensport
| Olympiër     | Discipline  | Resultaat | Prestatie                                                           |
| Eventing     | Eventing    | Eventing  | Eventing                                                            |
| ------------ | ----------- | --------- | ------------------------------------------------------------------- |
| Paweł Spisak | individueel | DNF       | dressuur: 51ste met 53,60 strafpunten cross-country: niet gefinisht |

### Roeien
| Olympiër | Discipline             | Resultaat | Prestatie |
| --- | ---------------------- | --------- | --- |
| Natan Węgrzycki-Szymczyk | skiff (m)              | 7e        | serie 3: 2de in 7.12,43 kwartfinale 4: 3de in 6.53,52 halve finale 2: 6de in 7.15,61 finale B: 1ste in 6.47,95 |
| Artur Mikołajczewski Miłosz Jankowski | lichte dubbel-twee (m) | 6e        | serie 3: 2de in 6.27,70 halve finale 2: 3de in 6.40.23 finale: 6de in 6.42,00                                  |
| Mateusz Biskup Wiktor Chabel Dariusz Radosz Mirosław Ziętarski                                                                                                | vier-zonder (m)        | 4e        | serie 2: 2de in 5.51,28 finale: 4de in 6.12,09                                                                 |
| Krystian Aranowski Marcin Brzeziński Mikołaj Burda Robert Fuchs Piotr Juszczak Zbigniew Schodowski Michał Szpakowski Mateusz Wilangowski Daniel Trojanowski S | acht (m)               | 5e        | serie 2: 3de in 5.42,32 herkansingen: 4de in 5.59,22 finale: 5de in 5.34,62                                    |
| |                        |           | |
| Weronika Deresz Martyna Mikołajczak | lichte dubbel-twee (v) | 7e        | serie 4: 2de in 7.05,02 halve finale 1: 5de in 7.22,06 finale B: 1ste in 7.24,34                               |
| Magdalena Fularczyk Natalia Madaj | dubbel-twee (v)        | Goud      | serie 2: 1ste in 7.16,16 halve finale 2: 1ste in 6.50,63 finale: 1ste in 7.40,10                               |
| Anna Wierzbowska Maria Wierzbowska | twee-zonder (v)        | 10e       | serie 3: 3de in 7.12,82 halve finale 1: 5de in 7.39,12 finale B: 4de in 7.21,53                                |
| Monika Ciaciuch Agnieszka Kobus Joanna Leszczyńska Maria Springwald                                                                                           | dubbel-vier (v)        | Brons     | serie 2: 2de in 6.33,43 herkansingen: 2de in 6.25,49 finale: 3de in 6.50,86                                    |

### Schermen
| Olympiër                                                      | Discipline     | Resultaat | Prestatie                                                                                              |
| ------------------------------------------------------------- | -------------- | --------- | --- |
| Hanna Łyczbińska                                              | floret (v)     | 15e       | 1ste ronde: vrij 2de ronde: W van GER Golubytskyi: 14–9 3de ronde: V van ITA Di Francisca: 6–15        |
| Bogna Jóźwiak                                                 | sabel (v)      | 32e       | 1ste ronde: W van BRA Baeza: 4–2 2de ronde: V van RUS Velikaja: 5–15                                   |
| Małgorzata Kozaczuk                                           | sabel (v)      | 16e       | 1ste ronde: vrij 2de ronde: W van CHN Shen: 15–9 3de ronde: V van TUN Besbes: 12–15                    |
| Aleksandra Socha                                              | sabel (v)      | 18e       | 1ste ronde: vrij 2de ronde: V van ITA Gulotta: 10–15                                                   |
| Bogna Jóźwiak Małgorzata Kozaczuk Marta Puda Aleksandra Socha | sabel team (v) | 6e        | 1ste ronde: V Verenigde Staten: 43–45 5-8ste plek: W van Mexico: 45–23 5-6de plek: V Zuid-Korea: 41–45 |

### Schietsport
| Olympiër               | Discipline              | Resultaat | Prestatie                                                      |
| ---------------------- | ----------------------- | --------- | -------------------------------------------------------------- |
| Piotr Daniluk          | 25m snelvuurpistool (m) | 20e       | kwalificatie: 20ste met 567 punten (288-279)                   |
| Piotr Daniluk          | 10m luchtpistool (m)    | 41e       | kwalificatie: 41ste met 567 punten (96-96-97-95-94-89)         |
|                        |                         |           |                                                                |
| Sylwia Bogacka         | 10 m luchtgeweer (v)    | 40e       | kwalificatie: 40ste met 409,1 punten (103,6-102,5-101,5-101,5) |
| Agnieszka Nagay        | 10 m luchtgeweer (v)    | 29e       | kwalificatie: 29ste met 412,8 punten (104,8-102,3-102,4-103,3) |
| Sylwia Bogacka         | 50m drie houdingen (v)  | 23e       | kwalificatie: 23ste met 577 punten (191-199-187)               |
| Agnieszka Nagay        | 50m drie houdingen (v)  | 16e       | kwalificatie: 16de met 578 punten (194-194-190)                |
| Klaudia Breś           | 25m pistool (v)         | 15e       | kwalificatie: 15de met 578 punten (291-287)                    |
| Klaudia Breś           | 10m luchtpistool (v)    | 23e       | kwalificatie: 23ste met 379 punten (95-94-97-93)               |
| Aleksandra Jarmolińska | skeet (v)               | 12e       | kwalificatie: 12de met 68 punten (23-23-22)                    |

### Taekwondo
| Olympiër       | Discipline | Resultaat | Prestatie |
| -------------- | ---------- | --------- | --- |
| Karol Robak    | –68kg (m)  | 9e        | 1ste ronde: W van SEN Dièye: 15–12 kwartfinale: V van BEL Achab: 7–9                                               |
| Piotr Paziński | –80kg (m)  | 5e        | 1ste ronde: V van CIV Sallah Cisse: 2–8 herkansingen: W van GER Güleç: 6–5 bronzen finale: V van AZE Beigi: 0–12PG |

### Tafeltennis
| Olympiër                                     | Discipline    | Resultaat | Prestatie |
| -------------------------------------------- | ------------- | --------- | --- |
| Jakub Dyjas                                  | enkelspel (m) | 33e       | voorronde: vrij 1ste ronde: W van PAR Aguirre: 4–0 (11-5, 11-9, 11-9, 11-7) 2de ronde: V van RUS Sjibajev: 0–4 (9-11, 8-11, 8-11, 9-11)         |
| Wang Zengyi                                  | enkelspel (m) | 33e       | voorronde: vrij 1ste ronde: vrij 2de ronde: V van SLO Tokič: 2–4 (11-9, 9-11, 6-11, 11-9, 5-11, 3-11)                                           |
| Jakub Dyjas Daniel Górak Wang Zengyi         | team (m)      | 9e        | 1ste ronde: V van Japan: 2–3 |
|                                              |               |           | |
| Katarzyna Grzybowska                         | enkelspel (v) | 33e       | voorronde: vrij 1ste ronde: W van IND Batra: 4–2 (10-12, 11-6, 14-12, 8-11, 11-4, 14-12) 2de ronde: V van PRK Kim: 0–4 (9-11, 2-11, 6-11, 6-11) |
| Li Qian                                      | enkelspel (v) | 33e       | voorronde: vrij 1ste ronde: vrij 2de ronde: V van ROU Dodean: 1–4 (10-12, 9-11, 9-11, 11-5, 8-11)                                               |
| Katarzyna Grzybowska Li Qian Natalia Partyka | team (v)      | 9e        | 1ste ronde: V van Japan: 0-3 |

### Tennis
| Olympiër                         | Discipline     | Resultaat | Prestatie                                                                                                |
| -------------------------------- | -------------- | --------- | --- |
| Jerzy Janowicz                   | enkelspel (m)  | 33e       | 1ste ronde: V van LUX Müller: 7–5, 1–6, 6–7 (10)                                                         |
| Łukasz Kubot Marcin Matkowski    | dubbelspel (m) | 9e        | 1ste ronde: W van IND Bopanna/Paes: 6–4, 7–6 (6) 2de ronde: V van ESP Bautista Agut/Ferrer: 3–6, 6–7 (5) |
|                                  |                |           | |
| Magda Linette                    | enkelspel (v)  | 33e       | 1ste ronde: V van RUS Pavljoetsjenkova: 0–6, 3–6                                                         |
| Agnieszka Radwańska              | enkelspel (v)  | 33e       | 1ste ronde: V van CHN Zheng: 4–6, 5–7                                                                    |
| Klaudia Jans-Ignacik Paula Kania | dubbelspel (v) | 17e       | 1ste ronde: V van CAN Bouchard/Dabrowski: 6–4, 5–7, 3–6                                                  |
|                                  |                |           | |
| Agnieszka Radwańska Łukasz Kubot | dubbelspel (g) | 9e        | 1ste ronde: V van ROU Begu/Tecău: 6–4, 6–7 (1), [8–10]                                                   |

### Triatlon
| Olympiër         | Discipline | Resultaat | Prestatie |
| ---------------- | ---------- | --------- | --------- |
| Agnieszka Jerzyk | vrouwen    | 22e       | 2:01.27   |

### Volleybal

#### Beach
| Olympiër                         | Discipline | Resultaat | Prestatie |
| -------------------------------- | ---------- | --------- | --- |
| Grzegorz Fijałek Mariusz Prudel  | mannen     | 17e       | groep E: 3de V van RUS Krasilnikov/Semjonov: 0-2 (14–21, 13–21) V van NED Nummerdor/Varenhorst: 1-2 (17–21, 21–19, 9–15) W van CHI E Grimalt/M Grimalt: 2-1 (21–13, 16–21, 15–9) herkansingen: V van CAN Saxton/Schalk: 0-2 (19–21, 18–21) |
| Piotr Kantor Bartosz Łosiak      | mannen     | 17e       | groep B: 3de W van GER Böckermann/Flüggen: 2-0 (21–11, 23–21) V van RUS Barsoek/Ljamin: 0-2 (14–21, 17–21) V van NED Brouwer/Meeuwsen: 0-2 (19–21, 19–21) herkansingen: V van ITA Lupo/Nicolai: 1-2 (12–21, 21–15, 13–15)                  |
|                                  |            |           | |
| Monika Brzostek Kinga Kołosińska | vrouwen    | 9e        | groep A: 2de W van USA Fendrick/Sweat: 2-1 (14–21, 21–13, 15–7) W van RUS Birlova/Oekolova: 2-0 (21–19, 21–18) V van BRA Antunes/França: 0-2 (10–21, 15–21) 2de ronde: V van AUS Bawden/Clancy: 1-2 (21–15, 16–21, 11–15)                  |

#### Zaal
| Olympiër | Discipline | Resultaat   | Prestatie |
| --- | ---------- | ----------- | --- |
| Piotr Nowakowski Dawid Konarski Bartosz Kurek Karol Kłos Fabian Drzyzga Grzegorz Łomacz Michał Kubiak A Paweł Zatorski L Mateusz Mika Rafał Buszek Bartosz Bednorz Mateusz Bieniek | mannen     | kwartfinale | groep B: 2de W van Egypte: 3-0 (25-18, 25-20, 25-17) W van Iran: 3-2 (25-17, 25-23, 23-25, 20-25, 18-16) W van Argentinië: 3-0 (25-21, 25-19, 37-35) V van Rusland: 2-3 (18-25, 25-16, 18-25, 25-22, 13-15) W van Cuba: 3-0 (25-18, 25-15, 25-17) kwartfinale: V van Verenigde Staten: 0-3 (23-25, 22-25, 20-25) |

| Groep B |            |             |             |             |             |             |             |        |        |        |        |
| #       | Land       | Wedstrijden | Wedstrijden | Wedstrijden | Wedstrijden | Wedstrijden | Wedstrijden | Punten | Punten | Punten | Punten |
| #       | Land       | G           | W           | V           | SW          | SV          | SR          | SPW    | SPL    | Saldo  | PNT    |
| 1       | Argentinië | 5           | 4           | 1           | 12          | 4           | +8          | 394    | 335    | +59    | 12     |
| 2       | Polen      | 5           | 4           | 1           | 14          | 5           | +9          | 447    | 389    | +58    | 12     |
| 3       | Rusland    | 5           | 4           | 1           | 13          | 6           | +7          | 432    | 367    | +65    | 11     |
| 4       | Iran       | 5           | 2           | 3           | 8           | 9           | −1          | 389    | 392    | −3     | 7      |
| 5       | Egypte     | 5           | 1           | 4           | 3           | 12          | −9          | 286    | 362    | −76    | 3      |
| 6       | Cuba       | 5           | 0           | 5           | 1           | 15          | −14         | 300    | 403    | −103   | 0      |

| Ronde       | Datum       | Lokale tijd | MEZT           | Plaats         | Land             | Score      | Land  |
| ----------- | ----------- | ----------- | -------------- | -------------- | ---------------- | ---------- | ----- |
| Groepsfase  |             |             |                |                |                  |            |       |
| 7 augustus  | 15:00       | 20:00       | Rio de Janeiro | Polen          | 3−0              | Egypte     |       |
| 9 augustus  | 17:35       | 22:35       | Rio de Janeiro | Polen          | 3−2              | Iran       |       |
| 11 augustus | 15:00       | 20:00       | Rio de Janeiro | Polen          | 3−0              | Argentinië |       |
| 13 augustus | 15:00       | 20:00       | Rio de Janeiro | Polen          | 2−3              | Rusland    |       |
| 15 augustus | 17:05       | 22:05       | Rio de Janeiro | Polen          | 3−0              | Cuba       |       |
| Kwartfinale | 17 augustus | 14:00       | 19:00          | Rio de Janeiro | Verenigde Staten | 3−0        | Polen |

### Wielersport
| Olympiër                                                                             | Discipline               | Resultaat | Prestatie |
| Baan                                                                                 | Baan                     | Baan      | Baan |
| ------------------------------------------------------------------------------------ | ------------------------ | --------- | --- |
| Rafał Sarnecki                                                                       | sprint (m)               | 18e       | kwalificatie: 15de in 9,980 1ste ronde: V van RUS Dmitrijev: 10,177 herkansingen: 2de                                                                                               |
| Damian Zieliński                                                                     | sprint (m)               | 14e       | kwalificatie: 7de in 9,823 1ste ronde: V van GER Eilers: 10,469 herkansingen: 2de                                                                                                   |
| Krzysztof Maksel                                                                     | keirin (m)               | 9e        | 1ste ronde: 4de herkansingen: 1ste 2de ronde: 4de finale B: 3de |
| Damian Zieliński                                                                     | keirin (m)               | 6e        | 1ste ronde: 1ste 2de ronde: 1ste finale: 6de |
| Krzysztof Maksel Rafał Sarnecki Damian Zieliński                                     | teamsprint (m)           | 7e        | kwalificatie: 5de in 43,297 halve finale: V van Frankrijk: 43,555 |
|                                                                                      |                          |           | |
| Daria Pikulik                                                                        | omnium (v)               | 14e       | scratch: 22ste individuele achtervolging: 11de in 3.39,880 afvalling: 16de tijdrit: 14de in 36,690 vliegende ronde: 8ste in 14,409 puntenkoers: 15de met 0 punten totaal: 94 punten |
| Edyta Jasińska Justyna Kaczkowska Daria Pikulik Natalia Rutkowska Małgorzata Wojtyra | ploegenachtervolging (v) | 8e        | kwalificatie: 8ste in 4.28,988 halve finale: V van Nieuw-Zeeland: (DSQ) 7-8ste plek: V van China: (DSQ)                                                                             |
| Mountainbike                                                                         |                          |           | |
| Katarzyna Solus-Miśkowicz                                                            | mountainbike (v)         | DNS       | DNS |
| Maja Włoszczowska                                                                    | mountainbike (v)         | Zilver    | 1:30:52 |
| Weg                                                                                  |                          |           | |
| Maciej Bodnar                                                                        | tijdrit (m)              | 6e        | 1:14.05,89 |
| Michał Kwiatkowski                                                                   | tijdrit (m)              | 14e       | 1:15.55,49 |
| Maciej Bodnar                                                                        | wegwedstrijd (m)         | DNF       | |
| Michał Gołaś                                                                         | wegwedstrijd (m)         | 56e       | 6:30.05 |
| Michał Kwiatkowski                                                                   | wegwedstrijd (m)         | 62e       | 6:30.05 |
| Rafał Majka                                                                          | wegwedstrijd (m)         | Brons     | 6:10.10 |
|                                                                                      |                          |           | |
| Katarzyna Niewiadoma                                                                 | tijdrit (v)              | 18e       | 47.47,96 |
| Anna Plichta                                                                         | tijdrit (v)              | 19e       | 47.59,66 |
| Małgorzata Jasińska                                                                  | wegwedstrijd (v)         | 24e       | 3:56.34 |
| Katarzyna Niewiadoma                                                                 | wegwedstrijd (v)         | 6e        | 3:51.47 |
| Anna Plichta                                                                         | wegwedstrijd (v)         | 41e       | 4:01.29 |

### Worstelen
| Olympiër              | Discipline  | Resultaat   | Prestatie |
| Vrije stijl           | Vrije stijl | Vrije stijl | Vrije stijl |
| --------------------- | ----------- | ----------- | --- |
| Magomedmurad Gadzhiev | –65kg (m)   | 16e         | kwalificatie: vrij 1ste ronde: V van USA Molinaro: 1–3                                                                                 |
| Zbigniew Baranowski   | –86kg (m)   | 10e         | kwalificatie: vrij 1ste ronde: W van GEO Aminasjvili: 3–1 kwartfinale: V van AZE Sharifov: 0–3                                         |
| Radosław Baran        | –97kg (m)   | 13e         | kwalificatie: V van AZE Gazyumov: 0–3 herkansingen: V van IRI Yazdani: 1-3                                                             |
| Robert Baran          | –125kg (m)  | 11e         | kwalificatie: vrij 1ste ronde: W van KGZ Lazarev: 3–1 kwartfinale: V van USA Dlagnev: 1–3                                              |
|                       |             |             | |
| Iwona Matkowska       | –48kg (v)   | 7e          | kwalificatie: vrij 1ste ronde: W van NGR Genesis: 3–0 kwartfinale: V van AZE Stadnik: 0–4 herkansingen: V van ARG Bermúdez: 1–3        |
| Katarzyna Krawczyk    | –53kg (v)   | 9e          | kwalificatie: vrij 1ste ronde: W van MGL Sumiyaa: 3–1 kwartfinale: V van SWE Mattsson: 1–3                                             |
| Monika Michalik       | –63kg (v)   | Brons       | kwalificatie: vrij 1ste ronde: V van JPN Kawai: 0–3 herkansingen: W van LAT Grigorjeva: 3–1 bronzen finale: W van RUS Trazjoekova: 3–1 |
| Agnieszka Wieszczek   | –69kg (v)   | 16e         | kwalificatie: V van TUR Tosun: 0–3 |

### Zeilen
| Olympiër                                 | Discipline | Resultaat | Prestatie                                        |
| ---------------------------------------- | ---------- | --------- | ------------------------------------------------ |
| Piotr Myszka                             | RS:X (m)   | 4e        | 88 punten: (4-5-5-2-2-3-12-2-6-13-16-16-9)       |
| Kacper Ziemiński                         | Laser (m)  | 18e       | 140 punten: (34-28-6-47-3-5-20-12-22-10)         |
| Paweł Kołodziński Łukasz Przybytek       | 49er (m)   | 8e        | 118,3 punten: (2-13-9-9-5-9,3-18-11-7-16-18-9-5) |
|                                          |            |           |                                                  |
| Małgorzata Białecka                      | RS:X (v)   | 14e       | 153 punten: (13-21-13-23-12-6-DNF-14-9-11-13-18) |
| Irmina Gliszczyńska Agnieszka Skrzypulec | 470 (v)    | 10e       | 106 punten: (10-14-9-21-3-14-19-12-7-8-5)        |

### Zwemmen
| Olympiër                                                                     | Discipline             | Resultaat | Prestatie                                                   |
| ---------------------------------------------------------------------------- | ---------------------- | --------- | ----------------------------------------------------------- |
| Paweł Juraszek                                                               | 50m vrije slag (m)     | 35e       | serie 9: 8ste in 22,50                                      |
| Filip Wypych                                                                 | 50m vrije slag (m)     | 21e       | serie 8: 2de in 22,23                                       |
| Kacper Majchrzak                                                             | 200m vrije slag (m)    | 10e       | serie 5: 6de in 1.47,12 halve finale 1: 4de in 1.46,30 (NR) |
| Wojciech Wojdak                                                              | 400m vrije slag (m)    | 23e       | serie 6: 7de in 3.48,87                                     |
| Filip Zaborowski                                                             | 400m vrije slag (m)    | 28e       | serie 5: 7de in 3.49,84                                     |
| Mateusz Sawrymowicz                                                          | 1500m vrije slag (m)   | 33e       | serie 3: 5de in 15.26,33                                    |
| Wojciech Wojdak                                                              | 1500m vrije slag (m)   | 28e       | serie 4: 5de in 15.13,18                                    |
| Radosław Kawęcki                                                             | 100m rugslag (m)       | 23e       | serie 4: 8ste in 54,39                                      |
| Tomasz Polewka                                                               | 100m rugslag (m)       | 26e       | serie 2: 5de in 54,52                                       |
| Radosław Kawęcki                                                             | 200m rugslag (m)       | 17e       | serie 4: 7de in 1.57,61                                     |
| Marcin Stolarski                                                             | 100m schoolslag (m)    | 29e       | serie 4: 8ste in 1.01,06                                    |
| Konrad Czerniak                                                              | 100m vlinderslag (m)   | 10e       | serie 4: 3de in 51,81 halve finale 1: 3de in 51,80          |
| Paweł Korzeniowski                                                           | 100m vlinderslag (m)   | 33e       | serie 5: 8ste in 53,71)                                     |
| Jan Świtkowski                                                               | 200m vlinderslag (m)   | 17e       | serie 4: 6de in 1.56,73                                     |
| Konrad Czerniak Paweł Korzeniowski Kacper Majchrzak Jan Świtkowski           | 4x100m vrije slag (m)  | 13e       | serie 1: 6de in 3.15,52                                     |
| Kacper Klich Paweł Korzeniowski Kacper Majchrzak Jan Świtkowski Paweł Werner | 4x200 m vrije slag (m) | DSQ       | serie 1: gediskwalificeerd                                  |
| Radosław Kawęcki Marcin Stolarski Konrad Czerniak Kacper Majchrzak           | 4x100 m wisselslag (m) | 12e       | serie 1: 6de in 3.35,18                                     |
|                                                                              |                        |           |                                                             |
| Anna Dowgiert                                                                | 50m vrije slag (v)     | 37e       | serie 8: 6de in 25,54                                       |
| Aleksandra Urbańczyk                                                         | 50m vrije slag (v)     | 29e       | serie 9: 4de in 25,28                                       |
| Katarzyna Wilk                                                               | 100m vrije slag (v)    | 29e       | serie 3: 6de in 55,44                                       |
| Alicja Tchórz                                                                | 100m rugslag (v)       | 21e       | serie 2: 2de in 1.01,31                                     |
| Alicja Tchórz                                                                | 200m rugslag (v)       | 20e       | serie 2: 8ste in 2.11,40                                    |
| Katarzyna Baranowska                                                         | 200m wisselslag (v)    | 39e       | serie 1: 8ste in 2.19,03                                    |
| Anna Dowgiert Alicja Tchórz Aleksandra Urbańczyk Katarzyna Wilk              | 4x100m vrije slag (v)  | 15e       | serie 1: 7de in 3.41,43                                     |
| Joanna Zachoszcz                                                             | 10km open water (v)    | 22e       | 1:59.20,4                                                   |

Afghanistan · Albanië · Algerije · Amerikaanse Maagdeneilanden · Amerikaans-Samoa · Andorra · Angola · Antigua en Barbuda · Argentinië · Armenië · Aruba · Australië · Azerbeidzjan · Bahama's · Bahrein · Bangladesh · Barbados · België · Belize · Benin · Bermuda · Bhutan · Bolivia · Bosnië en Herzegovina · Botswana · Brazilië · Britse Maagdeneilanden · Brunei · Bulgarije · Burkina Faso · Burundi · Cambodja · Canada · Centraal-Afrikaanse Republiek · Chili · China · Chinees Taipei · Colombia · Comoren · Congo-Brazzaville · Congo-Kinshasa · Cookeilanden · Costa Rica · Cuba · Cyprus · Denemarken · Djibouti · Dominica · Dominicaanse Republiek · Duitsland · Ecuador · Egypte · El Salvador · Equatoriaal-Guinea · Eritrea · Estland · Ethiopië · Fiji · Filipijnen · Finland · Frankrijk · Gabon · Gambia · Georgië · Ghana · Grenada · Griekenland · Groot-Brittannië · Guam · Guatemala · Guinee · Guinee‑Bissau · Guyana · Haïti · Honduras · Hongarije · Hongkong · Ierland · IJsland · India · Indonesië · Irak · Iran · Israël · Italië · Ivoorkust · Jamaica · Japan · Jemen · Jordanië · Kaaimaneilanden · Kaapverdië · Kameroen · Kazachstan · Kenia · Kirgizië · Kiribati · Kosovo · Kroatië · Laos · Lesotho · Letland · Libanon · Liberia · Libië · Liechtenstein · Litouwen · Luxemburg · Macedonië · Madagaskar · Malawi · Malediven · Maleisië · Mali · Malta · Marshalleilanden · Marokko · Mauritanië · Mauritius · Mexico · Micronesië · Moldavië · Monaco · Mongolië · Montenegro · Mozambique · Myanmar · Namibië · Nauru · Nederland · Nepal · Nicaragua · Nieuw-Zeeland · Niger · Nigeria · Noord-Korea · Noorwegen · Oeganda · Oekraïne · Oezbekistan · Oman · Oostenrijk · Oost-Timor · Pakistan · Palau · Palestina · Panama · Papoea-Nieuw-Guinea · Paraguay · Peru · Polen · Portugal · Puerto Rico · Qatar · Roemenië · Rusland · Rwanda · Saint Kitts en Nevis · Saint Lucia · Saint Vincent en Grenadines · Salomonseilanden · Samoa · San Marino · Sao Tomé en Principe · Saoedi-Arabië · Senegal · Servië · Seychellen · Sierra Leone · Singapore · Slovenië · Slowakije · Soedan · Somalië · Spanje · Sri Lanka · Suriname · Swaziland · Syrië · Tadzjikistan · Tanzania · Thailand · Togo · Tonga · Trinidad en Tobago · Tsjaad · Tsjechië · Tunesië · Turkije · Turkmenistan · Tuvalu · Uruguay · Vanuatu · Venezuela · Verenigde Arabische Emiraten · Verenigde Staten · Vietnam · Wit-Rusland · Zambia · Zimbabwe · Zuid-Afrika · Zuid-Korea · Zuid-Soedan · Zweden · Zwitserland
Individuele Olympische Atleten · Olympisch vluchtelingenteam